# Bheemunipatnam
Bheemunipatnam es una ciudad y  municipio situada en el distrito de Visakhapatnam en el estado de Andhra Pradesh (India). Su población es de 55082 habitantes (2011). Se encuentra a 37 km de Visakhapatnam y a 592 km de Hyderabad.

## Demografía
Según el censo de 2011 la población de Bheemunipatnam era de 55082 habitantes, de los cuales 26466 eran hombres y 28616 eran mujeres. Bheemunipatnam tiene una tasa media de alfabetización del 77,1%, superior a la media estatal del 67,02%. 